# Kosovska Mitrovica
Kosovska Mitrovica (albanski: Mitrovicë ili Mitrovica, odnosno Mitrovicë ë Kosovës, tur. Mitrovice) je grad smješten na sjeveru Kosova. U doba SFRJ nosio je ime Titova Mitrovica.
Jedno je od najstarijih kosovskih naselja, ali je na važnosti dobio tek u 19. stoljeću kad su otkriveni mnogi rudnici.
Danas je poznat kao simbol etničkih podjela na Kosovu. U južnom dijelu žive isključivo Albanci, dok sjeverni dio čini jednu od kosovskih srpskih enklava. Grad je podijeljen rijekom Ibar, premoštenu dvama starijim mostovima i Novim mostom, što nije spriječilo etničke sukobe i nerede 2004. godine. 

## Poznate osobe
- Ali Shukria, kosovski političar